# Colisión en el aire de Borodianka de 1995
El 10 de febrero de 1995 a las 16:09 CET, el primer prototipo de avión Antonov An-70 colisionó con un Antonov An-72 que asistía en el programa de pruebas del An-70 sobre Raión de Borodianka en Ucrania. Los siete tripulantes a bordo del An-70 fallecieron; el An-72 fue capaz de efectuar una terrizaje de emergencia con éxito en el aeropuerto Gostomel en Kiev sin registrar ningún fallecido.

## Causas
Una comisión liderada por Ucrania reportó que la causa fue un error humano y culpó a la maniobras de vuelo efectuadas por la tripulación como el principal factor contribuyente del accidente. Leonid Berestov es citado diciendo "La falta de cuidado en las actuaciones de ambas tripulaciones en su formación de vuelo llevaron a una colisión y accidente.
Se observaron fallos severos en los tres vuelos de prueba que habían tenido lugar previamente al vuelo accidentado, incluyendo problemas en el control de vuelo durante el segundo vuelo y de nuevo durante el tercer vuelo, el día previo al accidente.